# Laurence Bidaud
Laurence Bidaud, coniugata Gradwohl (Losanna, 22 marzo 1968), è un'ex giocatrice di curling svizzera.

## Biografia
Partecipò all'età di 33 anni ai XIX Giochi olimpici invernali edizione disputata a Salt Lake City (Stati Uniti d'America) nel 2002, riuscendo ad ottenere la medaglia d'argento nella squadra svizzera con le connazionali Luzia Ebnöther, Tanya Frei, Mirjam Ott e Nadja Röthlisberger.
Nell'edizione la nazionale britannica ottenne la medaglia d'oro, la canadese quella di bronzo. Nel 1992 ottenne una medaglia di bronzo ai campionati mondiali di curling con Janet Hürlimann, Angela Lutz e Sandrine Mercier e un argento nel 2000.